# الدیا اپالف
الدیا اپالف (به اسپانیایی: Aldea Epulef) یک منطقهٔ مسکونی در آرژانتین است که در ایالت چوبوت واقع شده‌است.

## خصوصیات
الدیا اپالف ۱۵۰ نفر جمعیت دارد.